# Papirmasse
 Der er for få eller ingen kildehenvisninger i denne artikel, hvilket er et problem. Du kan hjælpe ved at angive troværdige kilder til de påstande, som fremføres i artiklen.

Papirmasse er lignocellulosefibre, der forarbejdes enten kemisk eller mekanisk således at cellulosefibrene adskilles. Fibrene kan være fra træ, fiberafgrøder, genbrug eller bomuld.
| Erhverv og erhvervsliv | Spire Denne artikel om erhverv, erhvervsliv og arbejdsmarked er en spire som bør udbygges. Du er velkommen til at hjælpe Wikipedia ved at udvide den. |